# Страбон
Страбо́н (др.-греч. Στράβων, Strábōn; лат. Strabo; ок. 64/63 годов до н. э. — ок. 23/24 годов н. э.) — греко-римский античный историк, географ и философ. Автор «Истории» (не сохранилась) и сохранившейся почти полностью «Географии» в 17 книгах, которая служит лучшим источником для изучения географии древнего мира.

## Биография
Страбон родом был из Амасии, резиденции понтийских царей; его семья принадлежала к ближайшему окружению Митридата VI. Прадед Страбона был у этого царя военачальником, а другой родственник являлся жрецом в Коммагене. Однако дед Страбона по матери, увлекаемый личной местью, переметнулся на сторону римлян и выдал им 15 царских крепостей. Сам Страбон, как показывает его римское имя, имел римское гражданство, данное его семье Гнеем Помпеем.
В раннем возрасте Страбон был отправлен своим отцом обучаться риторике и грамматике к Аристодему в город Ниссу. Аристодем был родственником стоика Посидония, и вероятнее всего Страбон имел возможность слушать его лекции. В последующем географ будет с восхищением вспоминать Посидония. Это «самый учёный философ нашего времени», — пишет он в своей «Географии».
Другим ранним учителем и вдохновителем географа был грамматик пергамской школы и автор географических трудов Тираннион. Пергамская школа, подобно александрийской, усердно занималась толкованием гомеровских поэм; объяснения географических имён в этих поэмах составляли древнейшую греческую географию. Учился Страбон также у последователя аристарховской, то есть александрийской, школы Аристофана и через него, должно быть, впервые познакомился с трудами знаменитейшего александрийского географа Эратосфена и с его взглядом на Гомера как на поэта, имевшего дело исключительно с материалом вымышленным.

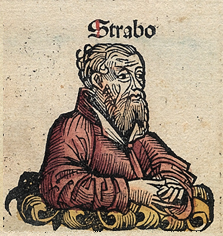
Страбон. Ксилографическая иллюстрация из «Нюрнбергской хроники» (1493)

Другим учителем Страбона был и перипатетик Ксенарх. Дело в том, что последователи Аристотеля также интересовались географией и наследовали от своего учителя некоторые общие положения по этому предмету.
Наибольшее влияние на Страбона имели стоики с их реально-этическим пониманием гомеровских поэм. В этом отношении ближайшим образцом для Страбона служил Полибий. Сочинение Полибия Страбон продолжал в обширном историческом труде «Исторические записки», состоявшем из 43 книг: события римской истории, начиная с разрушения Карфагена (146 год до н. э.) и кончая, вероятно, битвой при Акциуме (31 год до н. э.), составляли предмет этого сочинения, до нас не дошедшего, но упоминаемого Страбоном в его «Географии».
В юношеском и зрелом возрасте Страбон достаточно попутешествовал по известным уголкам ойкумены, а в Греции видел остатки разрушенных римлянами городов.
В Рим Страбон первый раз приехал в 44 году до н. э., жил в нём долгое время и входил в высшее римское общество. В столице мира он застал храм Цереры, в котором выставлялась знаменитая картина Аристида с изображением Диониса. Храм со всеми реликвиями сгорел в 31 году до н. э.
В 44 году до н. э. Страбон совершил поездку в Александрию, на пути к которой, проплывая вдоль Африки, с моря видел Кирену. В Александрии он совершил популярное в то время путешествие по Нилу до самой границы Эфиопии. Его маршрут пролегал через следующие пункты: Гелиополь, Мемфис, Пирамиды, Арсиноя на Меридском озере, Фивы, Сиена, остров Филы, границы Эфиопии.
В своих трудах Страбон также неоднократно ссылался на жившего незадолго до него Артемидора Эфесского.
Страбон нескоро приобрёл славу; зато более поздняя древность высоко чтила его как географа по преимуществу, и плоскошарие Страбона с небольшими только переменами по краям удерживалось до V века н. э.

## География

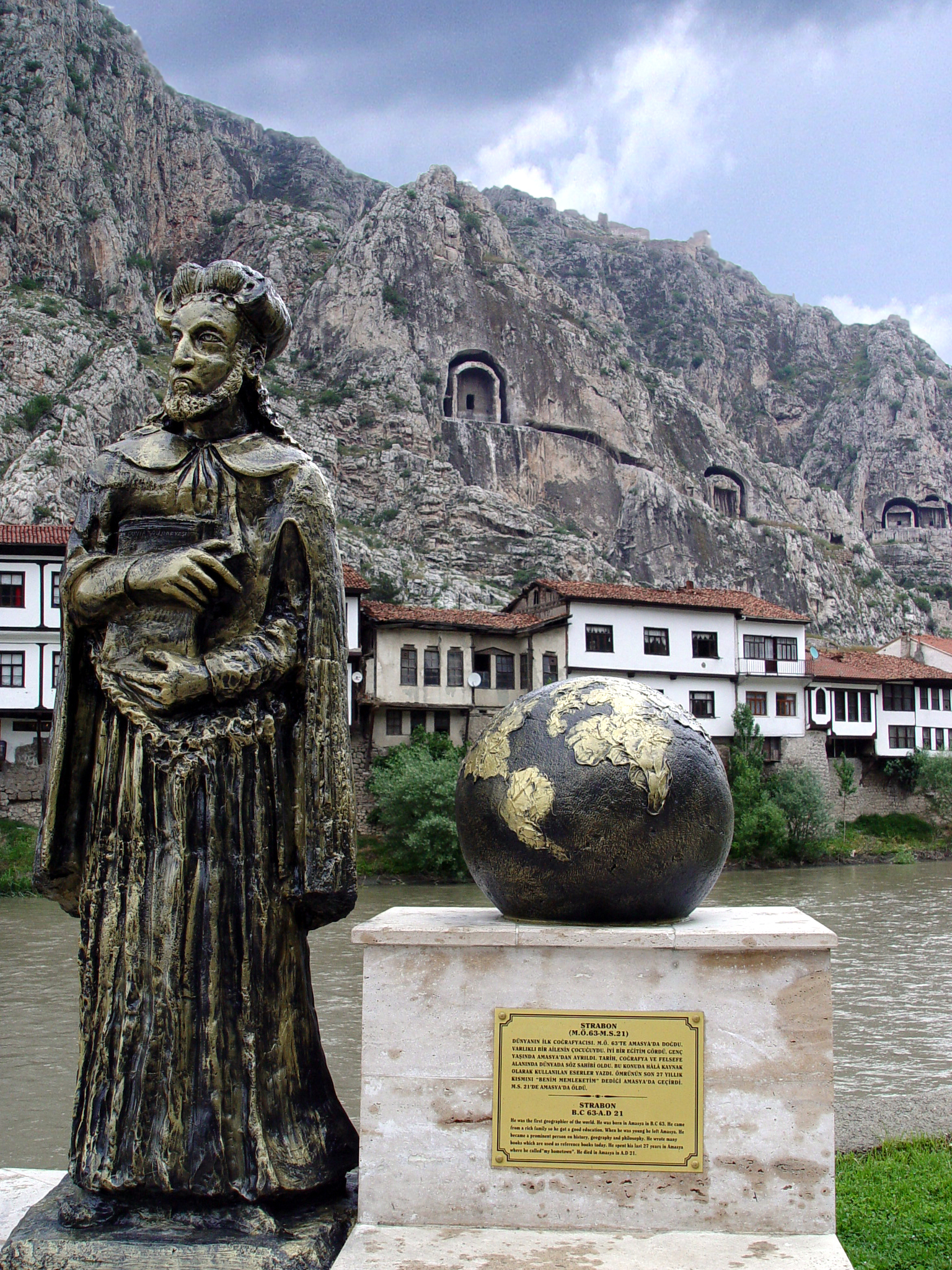
Памятник Страбону в Амасье

«География» (др.-греч. Γεογραφικά) Страбона, дошедшая до нас почти целиком, — единственное сочинение, дающее понятие о том, чем была географическая наука в то время, а равно знакомящее и с предшествующей историей науки, и с различными в ней направлениями. Все 17 книг «Географии» Страбона сохранились почти целиком, в большом числе списков, сильно попорченных и не восходящих дальше конца X века. Лучший из списков (Parisinus № 1397 А) содержит только первые 9 книг; все 17 книг, но с большим числом пробелов, особенно в VII кн., содержит Parisinus № 1393; незначительные восполнения пробелов даёт открытый Коццой пергаментный список (о котором см. предисловие О. Мищенко к русскому переводу Страбона). С судьбой страбоновского текста и с относительным достоинством его списков знакомит критическое издание Крамера.
Кроме полного текста, сохранились эпитомы (сокращения, извлечения), известные с конца X века и часто служащие к восполнению пробелов. Благодаря этим сокращениям значительно восполнена утерянная часть VII кн., посвящённая Македонии и Фракии.
Из 17 книг «Географии» две первые составляют введение и содержат в себе, большей частью в виде полемики с предшественниками, изложение руководящих понятий Страбона о землеописании как философской науке, о пользе географических познаний для всякого образованного человека, особенно для полководца и правителя; большое место занимает критика Эратосфена и защита против него Гомера, как величайшего из писателей и в отношении географии, а также защита Эратосфена против Гиппарха по вопросу о перемене водной и сухой поверхности земли; здесь же даются поправки к Эратосфену в определениях объёма земли, длины и ширины её, деления её на три части и т. п., критика учения Посидония и Полибия о поясах земли и т. п.
Конец введения посвящён изложению собственных взглядов Страбона на предмет землеописания, на необходимость для географа предварительного знакомства с физикой и математикой и т. д. Собственно описательная география начинается с III книги, причём восемь книг (III—X) заняты Европой, шесть книг — Азией (XI—XV I), последняя (XVII) — Африкой.

### Описание Европы
В описании Европы, начинающемся с Иберийского полуострова, автор всего дольше останавливается на Элладе и прилегающих островах, посвящая им три книги (VIII, IX и X); описание Эллады начинается с Пелопоннеса, кончается Этолией, Акарнанией и островами. Большим вниманием Страбона пользуется также Италия с близлежащими островами (кн. V—VI). В III кн. говорится об Иберии, в IV о Галлии, в VII о живущих за Рейном германцах, кимбрах, скифах, сарматах, гетах, даках, о народах по эту сторону Истра, иллирийцах, паннонцах и др., наконец, о Македонии и Фракии. Известна ему и Британия на Западе и Танаис на Востоке.
Достаточно подробно описан Крым и прилегающие области. Херсонесу Таврическому, самому Киммерийскому полуострову (современный Крым), Понту Евксинскому и Меотиде в «Географии» Страбона посвящены многие страницы и разделы, особенно в книгах II, VII, XI, XIV.

### Описание Азии
В Азии по эту сторону Тавра Троада, Пергам и Лидия описаны с наибольшей обстоятельностью.
К Азии по ту сторону Тавра отнесены Индия (между реками Инд и Ганг), Персия, Ассирия, Вавилония, Армения, Месопотамия, Сирия, Финикия с Палестиной, Аравия. Восточную окраину обитаемой земли составляет Индия, западную — Иберия.
Серы (китайцы) называются народом Индии; географ упоминает об их долголетии и, со слов Неарха, об их хлопчатобумажных тканях. Описаны мавры, обитающие в районе гор Атласа, также Карфаген, Сирт и Киренаика. Из народов упомянуты насамоны и гараманты.

## Оценка
Бесспорным достоинством «Географии» Страбона остаётся чрезвычайное разнообразие и обилие сведений об известных в то время странах и народах. Изложение его просто и ясно в описательной части, но не в двух первых книгах.

## Память
В XIX веке Иоганн Генрих фон Медлер присвоил имя Страбона кратеру на видимой стороне Луны.

## Издания и переводы
- «География» (др.-греч. Γεογραφικά)
- Страбон. География / перев. на русск. яз. Ф. Мищенко. — М., 1879.
- Страбон. География / пер. с др.-греч. Г. А. Стратановского, под ред. О. О. Крюгера, общ. ред. С. Л. Утченко. — М.: Ладомир, 1994.
- Radt S. L. (ed. and tr.) Strabons Geographika. — Vols. 1—10. — Göttingen: Vandenhoeck & Ruprecht, 2002—2011.

## Основная литература
На русском языке
- Арский Ф. Н. Страбон. — М.: Мысль, 1974. — 72 с. — (Замечательные географы и путешественники). — 50 000 экз. (обл.)
- Грацианская Л. И. «География» Страбона. Проблемы источниковедения // Древнийшие государства на территории СССР 1986. М., 1988. С. 6—175.
- Алиев, И. Г. К интерпретации параграфов 1, 3, 4 и 5 IV главы XI книги Страбона // Вестник древней истории. - 1975. - 3. - С. 150-165.
- Арутюнян, А. Ж. Армения и Великая Армения в историко-географической концепции Страбона // Материалы по археологии и истории античного и средневекового Крыма. - 2013. - 5. - С. 5-13.
- Арутюнян, А. Ж. Вопрос трёх Армений в историко-географической концепции Страбона // Проблемы истории, филологии, культуры. - 2017. - 3. - С. 186-199.
- Воскресенский, А. П. Об отступление Митридата Евпатора на Боспор: Страбон. 11. 2. 13 // Проблемы истории, филологии, культуры. - 2016. - 4. - С. 79-90.
- Воскресенский, А. П. Чего Страбон не сказал об Ольвии: Пример (не)осознанного умолчания в "Географии" // Новое прошлое. - 2024. - 4. - С. 204-210.
- Грацианская, Л. И. Место теологии в светском литературном памятнике: Теологические изыскания Страбона // Боспорские исследования. - 2009. - 21. - С. 296-302.
- Грацианская, Л. И. Роль и назначение географии в системе геополитических и политических представлений Страбона // Восточная Европа в древности и средневековье. – М., 2012. – С. 70–73.
- Грацианская, Л. И. Творческая лаборатория Страбона // Традиционные и новаторские пути изучения социальной истории России 12-20 вв. - М., 2021. - С. 57-67.
- Деркачёва, С. О. Милетская колонизация глазами Страбона // Новое прошлое. - 2024. - 4. - С. 127-140.
- Деркачёва, С. О. Страбон и кизикенская полития: Трудности перевода и понимания // Проблемы истории, филологии, культуры. - 2021. - 4. - С. 270-285.
- Зедгенидзе, А. А. Вопросы освоения хоры Херсонеса Таврического и проблема "древнего Херсонеса" Страбона // Вестник древней истории. - 2015. - 2. - С. 40-55.
- Зедгенидзе, А. А. "Древний Херсонес" Страбона: Картография // Проблемы истории, филологии, культуры. - 2024. - 3. С. 5-29.
- Зедгенидзе, А. А. "Древний Херсонес" Страбона: Результаты исследований 1985-1990 гг. // Вестник древней истории. - 2016. - 3. - С. 597-625.
- Илюшечкина, Е. В. Риторика севера и имперская этногеография Страбона // Шаги. - 2017. - 4. - С. 168-187.
- Каллистов, Д. П. Свидетельство Страбона о скифском царе Атее // Вестник древней истории. - 1969. - 1. С. 124-130.
- Мищенко, Ф. Г. Древняя рукопись «Географии» Страбона, открытая в 1875 г. в аббатстве Гроттаферрата базилианским монахом Джузеппе Коццою // Университетские известия. - 1876. - 5. - С. 358–371.
- Попов, А. А. Страбон о культуре эллинистической Бактрии // Вестник Санкт-Петербургского государственного университета культуры. - 2020. - 2. - С. 86-91.
- Самохвалова, Н. Е. К вопросу о взаимовлиянии истории и географии в описании отношений римлян и варваров в "Географии" Страбона // Индоевропейское языкознание и классическая филология. - 2010. - С. 288-291.
- Самохвалова, Н. Е. К вопросу о соотношении различных типов источников в "Географии" Страбона // Древнейшие государства Восточной Европы. 2013. - С. 434-441.
- Самохвалова, Н. Е. Парфянская держава в географической картине мира Страбона // Вестник ПСТГУ. - 2011. - 4. - С. 92-96.
- Скржинская, М. В. Комментарий к одному сообщению Страбона о Херсонесе Таврическом // Индоевропейское языкознание и классическая филология. - 2007. - С. 270-277.
- Соломоник, Э. И. Сравнительный анализ свидетельства Страбона и декрета в честь Диофанта о скифских царях // Вестник древней истории. - 1977. - 3. - С. 53-63.
- Улитин, В. В. Торговля по рекам древнего мира в "Географии" Страбона // Новое прошлое. - 2024. - 4. - С. 114-126.
- Щеглов Д. А. Страбон против Посидония: полемика о влиянии солнца на климат // ΣΧΟΛΗ. 4.2, 2010, 298—324.

На иностранных языках
- Clarke K. Between Geography and History: Hellenistic Constructions of the Roman World. Oxford University Press, 1999.
- Dueck D. Strabo of Amasia. A Greek Man of Letters in Augustan Rome. London and New York: Routledge, 2000.
- Dueck D., Lindsay H., Pothecary S. (eds.) Strabo’s Cultural Geography. The Making of a Kolossourgia. Cambridge University Press, 2005.
- Engels J. Augusteische Oikumenegeographie und Universalhistorie im Werk Strabons von Amaseia. Stuttgart: Steiner-Verlag, 1999 [Geographica Historica 12].